# Alforja
|  | Per a altres significats, vegeu «Alforja (sac)». |

Alforja (de l'àrab Alfurg o al-furga "obertura" o "separació", a causa de la seva situació en el coll que uneix Reus i el Camp amb el Priorat) és una vila i municipi de la comarca del Baix Camp.

## Geografia
- Llista de topònims d'Alforja (orografia: muntanyes, serres, collades, indrets...; hidrografia: rius, fonts...; edificis: cases, masies, esglésies, etc.).

Alforja es troba en un turó a uns 347 metres d'altura, a l'esquerra de la riera d'Alforja.
El terme, de 38,32 km², està situat a una vall emmarcada pels cingles d'Arbolí, la Mussara i les muntanyes del Mirador o Molló (922 metres) i Puigcerver (835 metres), entre les dues muntanyes i pel coll de Cortiella el terme s'endinsa cap al Priorat i arriba fins al límit del terme de Porrera.
Els corrents d'aigua més importants són: el riu Cortiella (afluent del riu Siurana), la riera de la Vila, que també rep el nom de riu d'Alforja (que va cap a Vilaplana) i la riera d'Alforja, nodrida per barrancs i rieres més petites: el barranc de Canaleta, barranc de Llobregat, barranc de les Comes, barranc del Roure i barranc de les Creus. La riera parteix el terme en dues parts, de nord a sud.
El terme limita amb els termes d'Arbolí (nord), Vilaplana i la Mussara (nord-est), Duesaigües i també Riudecols (sud), les Borges del Camp (sud-est), Maspujols (sud-est), l'Aleixar (est), Porrera (oest) i Pradell de la Teixeta (oest). En parts molt reduïdes afronta també amb els termes de Botarell (sud-est) i Cornudella de Montsant (nord).
El terreny principalment està format per bosc i botja, tot i que encara es conserven zones cultivades, predominant la d'avellaners seguida pels olivers, ametllers i finalment vinyes i fruiters. A les zones de regadiu també es produeix horta. Al terme hi ha unes pedreres de granit. I de roca calcària, en direcció a Arbolí. Mines de plom i de barita van tancar ja fa prop de 50 anys. La indústria és molt reduïda, formada per algunes empreses familiars.

## Demografia
| Entitat de població | Habitants (2023) |
| Alforja             | 1.427            |
| Portugal            | 285              |
| les Barqueres       | 128              |
| els Servians        | 51               |
| Sant Antoni         | 44               |
| els Garrigots       | 30               |
| Mas de l'Aleu       | 0                |
| Font: Idescat       |                  |

| 1497 f | 1515 f | 1553 f | 1717 | 1787  | 1857  | 1877  | 1887  | 1900  | 1910  |
| ------ | ------ | ------ | ---- | ----- | ----- | ----- | ----- | ----- | ----- |
| 70     | 88     | 93     | 817  | 2.074 | 1.998 | 1.891 | 2.067 | 1.909 | 1.765 |

| 1920  | 1930  | 1940  | 1950  | 1960  | 1970  | 1981  | 1990  | 1992  | 1994  |
| ----- | ----- | ----- | ----- | ----- | ----- | ----- | ----- | ----- | ----- |
| 1.808 | 1.767 | 1.552 | 1.323 | 1.353 | 1.304 | 1.128 | 1.091 | 1.097 | 1.097 |

| 1996  | 1998  | 2000  | 2002  | 2004  | 2006  | 2008  | 2010  | 2012  | 2014  |
| ----- | ----- | ----- | ----- | ----- | ----- | ----- | ----- | ----- | ----- |
| 1.179 | 1.179 | 1.269 | 1.303 | 1.446 | 1.584 | 1.823 | 1.897 | 1.865 | 1.859 |

| 2016  | 2018  | 2020  | 2022  | 2024  | 2026 | 2028 | 2030 | 2032 | 2034 |
| ----- | ----- | ----- | ----- | ----- | ---- | ---- | ---- | ---- | ---- |
| 1.844 | 1.788 | 1.783 | 1.928 | 2.019 | -    | -    | -    | -    | -    |

Nuclis del terme:
- Despoblat de Cortiella
- Despoblat dels Domenys
- Urbanització Portugal
- Urbanització les Barqueres
- Urbanització els Garrigots

## Història
Al terme s'han trobat fletxes de coure i sepulcres neolítics, al camí de les Hortes, i restes d'un antic poblat romà a les Barqueres. Una fortificació romana fou probablement l'origen del futur castell.
Hom suposa que l'origen del poble fou una antiga alqueria sarraïna, que explotava mines d'argent. El topònim és esmentat en un pergamí de Ramon Berenguer IV, datat el 1152.
L'any 1154, la vila i l'església d'Alforja surten esmentades en la butlla que el papa Anastasi IV dirigeix a l'arquebisbe tarragoní Bernat de Tort.
Segons referències, ja que no es conserva el document original, Ramon Berenguer IV donà el lloc a Ramon de Ganagot, exceptuant el delme i la primícia de la vila, que es repartien entre la casa comtal i l'arquebisbe tarragoní. La carta poblacional és del 27 de juny de 1158 i l'atorgaren el comte i el bisbe Bernat Tort. Ramon de Ganagot (o Gavagou o Gavalgand) fou un company de primera hora del Robert d'Aguiló. La vila havia d'assegurar el domini de les serres de Prades i Siurana, tot just recuperades als sarraïns. Formaria part del terme de Prades però amb reserva pel bisbe dels delmes i primícies descomptar la part reial. La vila es deia Santa Maria de la Vall d'Alforja (però abans ja existia l'església i algun assentament) i la tindrien Ramon i els seus hereus en alou perpetu.
El 1170 Ramon va atorgar una carta als habitants confirmatòria de les seves possessions i donant-los els usos i costums de Siurana establerts el 1153. El 1173 l'arquebisbe Guillem de Torroja, per a refermar els drets eclesiàstics, atorgà una nova carta als Ganagot, però es reserva els drets eclesiàstics, el castell d'Alforja i una propietat dominical. El 1194 Ramon va cedir a la seva filla Romeva la meitat del terme, amb motiu del seu enllaç amb Bertran de Castellet, vídua aviat, Romeva es casà el 1200 amb Bernat dels Arcs, unint-se les dues senyories (Alforja i els Arcs), que van passar al fill comú Pere dels Arcs; aquest no va reconèixer la fidelitat deguda a l'arquebisbe, va fer diversos actes de guerra a la regió i dilapidà el seu patrimoni. Va morir el 1243.
El govern senyorial s'extingí a la mort de Pere dels Arcs, que deixà els seus senyorius a l'abadessa, probablement filla seva i a la comunitat del monestir de Bonrepòs, que un any després, el 1244, decideix vendre tota la deixa a l'arquebisbe Pere d'Albalat, que des de llavors es converteix en senyor de l'anomenada baronia d'Alforja, i el castell es convertí sovint en residència dels arquebisbes. En els seus orígens el terme d'Alforja arribava fins a Cambrils, i l'integraven Alforja, les Borges, Riudecols, les Irles, els Banys, els Diumenges o Domenys, Cortiella, els Arcs, les Benes, les Voltes i Tascals). Pere d'Albalat també va adquirir els drets reials del terme a canvi de la condonació d'un deute.
En els segles xiii i xiv, hi hagué a Alforja una activa comunitat jueva (documentada entre 1283 i 1393) i l'any 1393, el poble hagué de comprar el perdó reial a Joan I pels excessos contra els jueus, que es produïren dos anys abans. Al llarg dels segles xiii i xiv, sembla que conegué força prosperitat econòmica. El 1314 Alforja fou assaltat per homes de la baronia d'Entença que pensaven que hi havia empresonat un home de Samuntà, i els assaltants, rebutjats, es van dedicar a assolar el terme, i foren excomunicats per l'arquebisbe Guillem de Rocabertí. Alforja fou membre de la Comuna del Camp, almenys des de 1322.
L'any 1464, a les ordres de Pere Conangles, es pronuncià contra Joan II, motiu pel qual fou assetjada per la gent de la baronia d'Escornalbou i s'hagué de rendir per manca de provisions.
Durant la guerra dels Segadors, participa d'una manera molt activa en la lluita, juntament amb tots els pobles de la Comuna.
També durant la guerra contra Felip V, com a la resta de llocs del Camp, es posà al costat de l'arxiduc Carles i aportà soldats a la lluita.
La guerra del Francès provocà una forta crisi econòmica, i el poble fou obligat diverses vegades a subministrar aliments a les tropes. L'any 1810, gent del poble atacaren els francesos a les Borges del Camp, però caigueren en un parany i es produïren diverses morts. El 1842 va arribar a la seva màxima població amb 2231 habitants. A final del segle xix ja només eren 956.
Durant el Trienni Liberal, en les lluites entre liberals i absolutistes, Alforja es declarà a favor dels absolutistes i es produïren sovint enfrontaments entre tots dos bàndols. Tres mil absolutistes es van reunir al poble però només 18 soldats i 25 milicians reusencs els van derrotar en agafar-los per sorpresa el setembre del 1822. Fou també durant la Guerra dels Malcontents la capital dels insurgents del Camp, sota el comandament de Joan Rafí Vidal, que hi va instal·lar la seva junta corregimental fins a poder entrar a Reus. El 1834 fou executat a Alforja el cap carlí conegut com el Vicari d'Alforja. El gener de 1837 el militar liberal Iriarte derrotà els carlins entre les Borges i Alforja, va fer 50 presoners, dels quals n'afusellà a l'acte 39. El 1840 grups carlins van matar 29 voluntaris isabelins del poble al terme de les Borges. A les eleccions del 1869 van guanyar els monàrquics i el 1872 Josep Antoni Mestre fou un dels primers a aixecar-se pels carlins al sud de Catalunya. El 1874 el capellà de Flix, amb 150 carlins, va assetjar les forces liberals al poble; els assetjats van resistir a l'església fins a l'arribada del cap carlí Moore, amb 1.000 homes, i llavors es van haver de rendir; van rebre paraula de salvar la vida, però quan van sortir foren afusellats.
Entre 1836 i 1851 hi va florir una secta d'il·luminats dirigida pel pagès Miquel Ribas.

## Política
Nombre de regidors per partit
| Junts                | - | - | - | - | - | - | - | - | -  | - | 5 | 5 |
| PSC                  | 3 | 4 | 3 | 2 | 2 | 3 | 4 | 3 | 2  | 1 | 1 | 0 |
| PP                   | - | - | - | - | - | - | - | 0 | 0  | - | - | - |
| ERC                  | 1 | - | - | - | 0 | - | - | 3 | 1  | 2 | 3 | 4 |
| ECP                  | - | - | - | 1 | 0 | 0 | - | - | -  | - | - | - |
| CiU                  | 4 | 5 | 6 | 6 | 7 | 6 | 5 | 3 | 5  | 6 | - | - |
| PSUC                 | 1 | 0 | - | - | - | - | - | - | -  | - | - | - |
| Altres               | - | - | - | - | - | - | - | - | 1a | - | - | - |
| Total                | 9 | 9 | 9 | 9 | 9 | 9 | 9 | 9 | 9  | 9 | 9 | 9 |
| a Esquerra Unitària; |   |   |   |   |   |   |   |   |    |   |   |   |

## Llocs d'interès

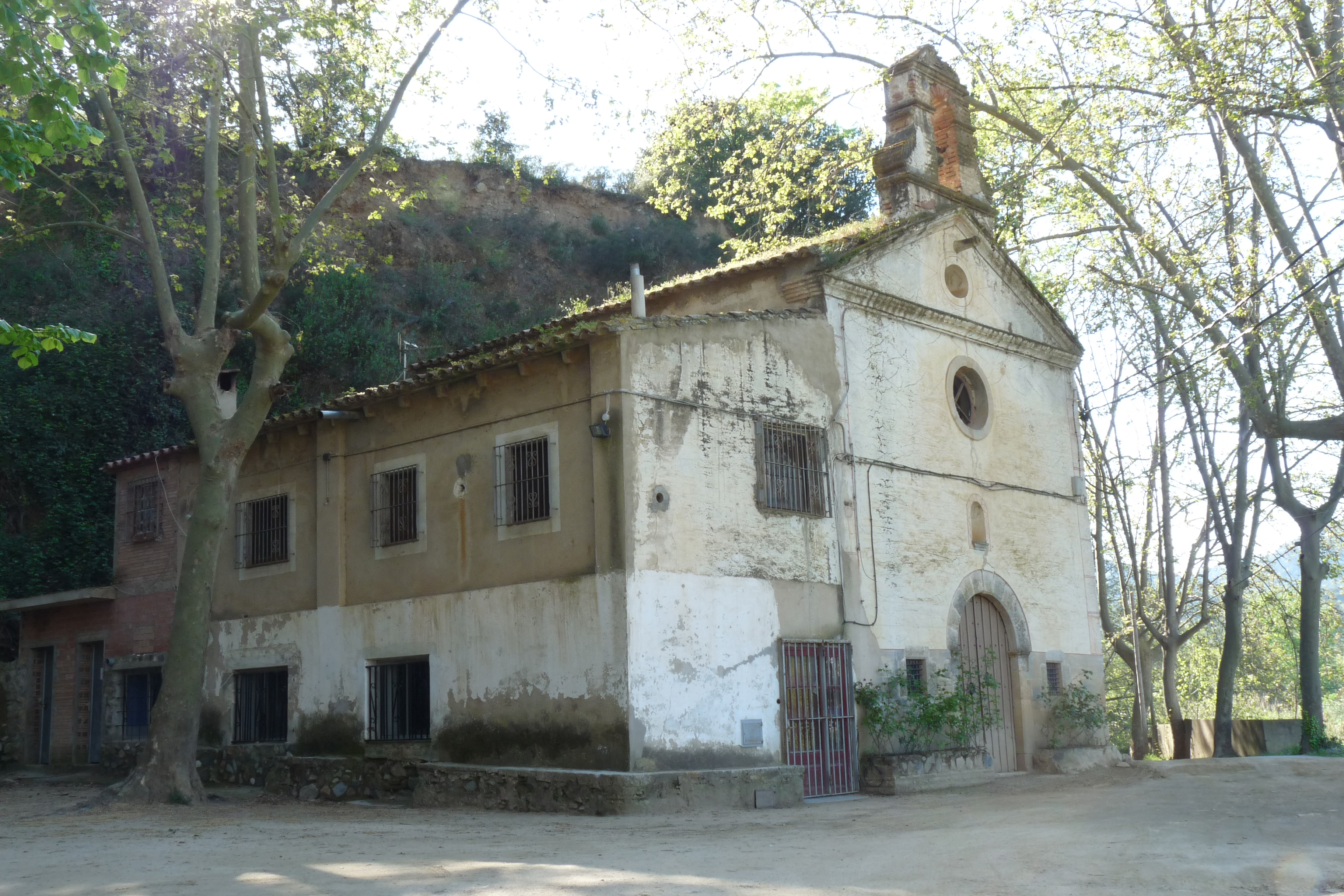
Sant Antoni de Pàdua

L'església parroquial és la Sant Miquel d'Alforja amb la data 1637, i té un campanar d'estil neoclàssic. La taula de Sant Miquel de l'anomenat Mestre d'Alforja, del segle xvi, és al Museu Salvador Vilaseca de Reus.
A part de l'església de Sant Miquel (al poble), cal esmentar el santuari de Sant Antoni de Pàdua, i el de la Mare de Déu de Puigcerver.
Les muralles que encara van subsistir el 1931, van desaparèixer totalment als anys seixanta, excepte una porta i algunes restes del castell.

## Festes
- Festa de l'Oli Nou, a la darrera setmana de novembre. La Festa de l'Oli d'Alforja, organitzada per la Cooperativa Agrícola d'aquest municipi, celebra l'arribada de l'oli sorgit de la primera premsada i al mateix temps pretén donar a conèixer les virtuts d'aquest aliment amb denominació d'origen protegida Siurana.

- La festa major es fa el dia 29 de setembre, diada de Sant Miquel, patró de la parròquia. En el marc de la festa major se celebra anualment el correfoc que organitzen el Ball de Diables d'Alforja i al que hi acudeixen diferents colles del país.

- La festa major d'hivern és per Sant Sebastià, el 20 de gener, i es recupera a partir del 2008.
- La festa de la Cervesa, creada per l'Associació de Joves d'Alforja des de l'any 2009, se celebra normalment a la segona setmana d'agost. Consisteix en una nit de música de concerts en directe i amb molta cervesa i molt bon ambient.

## Associacions
- Defensa Agrícola, creada l'any 1916.
- Amics d'Alforja, creada l'any 1956.
- Agrupació Fotogràfica d'Alforja, creada l'any 1956.
- Associació de dones d'Alforja, creada l'any 1992.
- Associació Amics dels Avis d'Alforja, creada l'any 1982.
- Associació de Joves d'Alforja, creada l'any 2009.
- Ateneu Cultural Josep Taverna, creada l'any 1991.

## Fills il·lustres
- Josep Rosés, abat de Poblet al segle xvii.
- Josep Crivillé, enginyer militar.
- Josep Antoni Mestres, general carlista.

- Josep Salvadó i Jassans, escultor.
- Miquel Salvadó i Jassans, pintor.
- Joaquim Balcells i Pinto, catedràtic de filologia llatina, nascut a La Laguna (Tenerife) però de família originària d'Alforja.
- Josep Fusté i Grifoll, mestre
- Octavi Fullat i Genís, sacerdot escolapi i filòsof.